# Huairoureservoaren
Huairoureservoaren eller Huairou Shuiku (kinesiska: 怀柔水库) är en reservoar i Kina.   Den ligger i provinsen Peking, i den nordöstra delen av landet, 50 km norr om huvudstaden Peking. Huairou Shuiku ligger 57 meter över havet. Arean är 6,5 kvadratkilometer. Trakten runt Huairou Shuiku består till största delen av jordbruksmark. Den sträcker sig 4,2 kilometer i nord-sydlig riktning, och 3,6 kilometer i öst-västlig riktning. 
Floderna Huaijiu He och Huaisha He är två av reservoarens tillflöden.